# Портрет Томмазо Портінарі (Мемлінг)
Портрет Томмазо Портінарі  — картина фламандського живописця другої половини XV століття Ганса Мемлінга. Написана у 1470 році олійними фарбами на дубовій панелі. Знаходиться  проводить у  Метрополітен-музей у Нью-Йорку.

## Історія
«Портрет Томазо Портінарі» і  «Портрет Марії Портінарі»  були складовими триптаха.  На центральній панелі було   зображення  Мадонни та дитини. Можливо, наразі "Діва і дитина" Мемлінга знаходиться в  Національній галереї Лондона.  

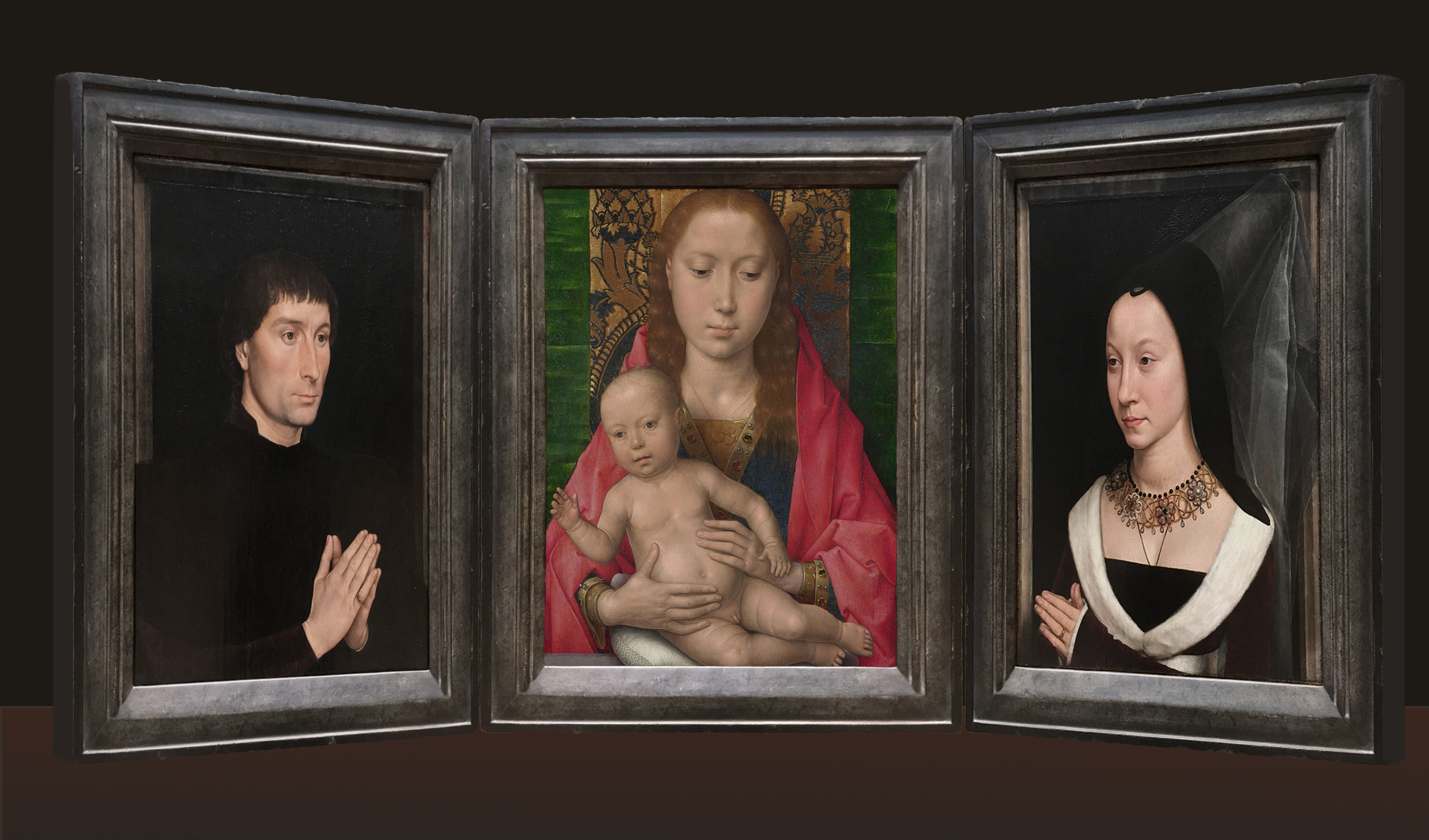
Speculative reconstruction of the triptych

Флорентієць  Томмазо Портінарі   був відправлений до Брюгге у 1440  році для роботи в місцевому відділенні  банку Медічі.  Він піднявся на посаду менеджера філії.  Портінарі був покровителем художника  Уго ван дер Гоеса, який оформив  Портарінарський вівтар, а також Ганса Мемлінга. Триптих, ймовірно, був замовлений у 1470 році для святкування весілля Портінарі з Марією,   для їх приватних релігійних прихильностей у їхньому  будинку в Брюгге.  
Томмазо представляв банк Медічі у Брюгге, але після багатообіцяючої ранньої кар'єри зробив ряд ризикованих позик Чарльзу Сміливому, що врешті-решт призвело до неплатоспроможності філії. Пара повернулася до Флоренції в 1497 році, але Томмазо помер молодим.

## Опис
Портрет - це зображення чоловіка, який повернутий праворуч і встановлений на темному фоні. Він одягнений в чорну накидку, з якої видніються комір і рукава темного халату, типового одягу верхнього середнього класу того часу. Його руки складені в молитві, лікті лягають на парапет біля або трохи нижче нижнього краю рамки. Мемлінг змінив положення рук Томмазо, щоб зробити їх менш вертикальними.

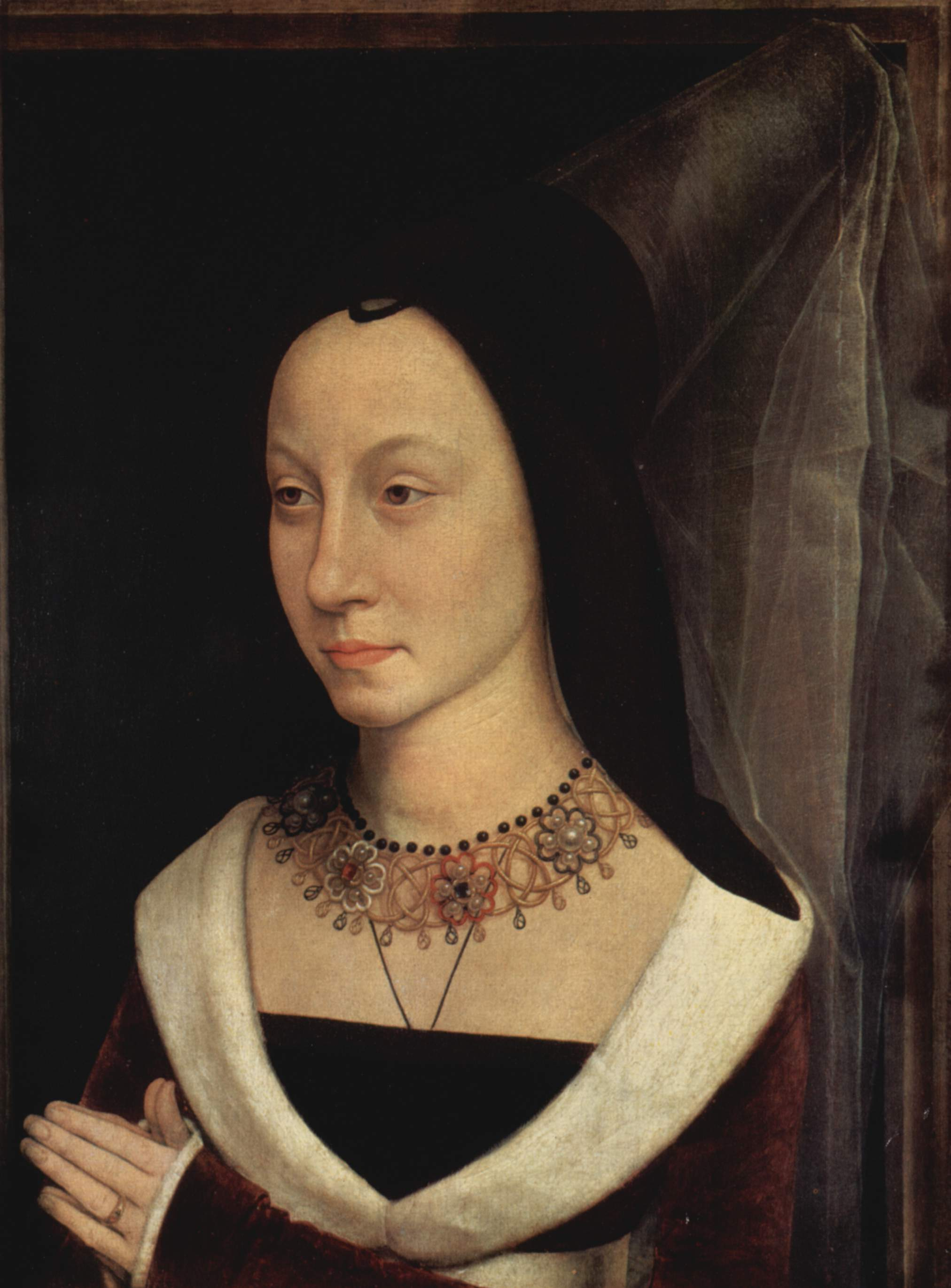
Portrait of Maria Portinari, c. 1470–72. Including frame: 44.1x34 cm. Metropolitan Museum of Art, New York

Син Франческо Портінарі Оммазо заповів роботу  лікарні Санта-Марія-Нуова  в 1544 році. У описі значилося: "невелика скинія з трьома навісними панелями, на яких намальовані зображення найславетнішої Діви Марії та батька і матері заповідача"). Картина залишалася в лікарні до наполеонівських часів, і пізніше була у  колекції Демідова. Незрозуміло, коли центральна панель відокремилася від двох її крил.
Панелі Томазо та Марії Портінарі   були продані  у 1870 році за 6000 франків. Вони були придбані в Рим  в 1900 р., потім в 1901 р. Перейшли через руки  Thomas Agnew & Sons  у Лондоні, потім потрапили до  родини Леопольда Гольдшмідта у Парижі. Вони були представлені у художній виставці  у Брюгге в 1902 році.  Леопольд  Гольдшмідт  заповів їх   столичному Музею мистецтв після  смерті.  У 1913 році картина перейшла у власність Метрополітен-музей.